# Common subexpression elimination
Das Entfernen gemeinsamer Teilausdrücke (englisch common subexpression elimination) beschreibt eine Compiler-Optimierung. Es wird dabei nach Teilausdrücken gesucht, die zuvor bereits berechnet wurden. Wenn solche gefunden werden, wird das vorherige Ergebnis in einer Variable gespeichert und die wiederholte Berechnung durch die Variable ersetzt.

## Beispiel
In folgendem Programmabschnitt wird zweimal der Wert von a * b berechnet:
```
x
 
=
 
a
 
*
 
b
 
+
 
c
;

y
 
=
 
a
 
*
 
b
 
+
 
d
;

```

Die CSE transformiert den Abschnitt dann so, dass das erste Ergebnis zwischengespeichert wird:
```
_tmp
 
=
 
a
 
*
 
b
;

x
 
=
 
_tmp
 
+
 
c
;

y
 
=
 
_tmp
 
+
 
d
;

```